# العلاقات الكمبودية الكولومبية
العلاقات الكمبودية الكولومبية هي العلاقات الثنائية التي تجمع بين كمبوديا وكولومبيا.

## مقارنة بين البلدين
هذه مقارنة عامة ومرجعية للدولتين:
| وجه المقارنة                                              | كمبوديا                   | كولومبيا        |
| --------------------------------------------------------- | ------------------------- | --------------- |
| المساحة (كم2)                                             | 181.03 ألف                | 1.14 مليون      |
| عدد السكان (نسمة)                                         | 16.01 مليون               | 49.07 مليون     |
| الكثافة السكانية (ن./كم²)                                 | 88.44                     | 43.04           |
| العاصمة                                                   | بنوم بنه                  | بوغوتا          |
| اللغة الرسمية                                             | اللغة الخميرية            | اللغة الإسبانية |
| العملة                                                    | ريال كمبودي، دولار أمريكي | بيزو كولومبي    |
| الناتج المحلي الإجمالي (بليون دولار)                      | 22.16 مليار               | 309.19 مليار    |
| الناتج المحلي الإجمالي (تعادل القوة الشرائية) بليون دولار | 54.37 مليار               | 724.96 مليار    |
| الناتج المحلي الإجمالي الاسمي للفرد دولار أمريكي          | 1.16 ألف                  | 7.60 ألف        |
| الناتج المحلي الإجمالي للفرد دولار أمريكي                 | 3.26 ألف                  | 13.36 ألف       |
| مؤشر التنمية البشرية                                      | 0.555                     | 0.720           |
| رمز المكالمات الدولي                                      | +855                      | +57             |
| رمز الإنترنت                                              | .kh                       | .co             |
| المنطقة الزمنية                                           | ت ع م+07:00               | 00              |

## منظمات دولية مشتركة
يشترك البلدان في عضوية مجموعة من المنظمات الدولية، منها:
| علم المنظمة | اسم المنظمة                               | تاريخ انضمام كمبوديا | تاريخ انضمام كولومبيا |
| ----------- | ----------------------------------------- | -------------------- | --------------------- |
|             | وكالة ضمان الاستثمار متعدد الأطراف        | 1 ديسمبر 1999        | 30 نوفمبر 1995        |
|             | منظمة الشرطة الجنائية الدولية             | ?                    | ?                     |
|             | منظمة حظر الأسلحة الكيميائية              | ?                    | ?                     |
|             | منظمة التجارة العالمية                    | ?                    | ?                     |
|             | الفريق المعني برصد الأرض                  | ?                    | ?                     |
|             | الأمم المتحدة                             | 14 ديسمبر 1955       | 5 نوفمبر 1945         |
|             | مؤسسة التمويل الدولية                     | 26 مارس 1997         | 20 يوليو 1956         |
|             | يونسكو                                    | 3 يوليو 1951         | 31 أكتوبر 1947        |
|             | مؤسسة التنمية الدولية                     | 22 يوليو 1970        | 16 يونيو 1961         |
|             | البنك الدولي للإنشاء والتعمير             | 22 يوليو 1970        | 24 ديسمبر 1946        |
|             | المركز الدولي لتسوية المنازعات الاستشارية | 19 يناير 2005        | 14 أغسطس 1997         |
|             | الاتحاد البريدي العالمي                   | ?                    | ?                     |
|             | الاتحاد الدولي للاتصالات                  | 10 أبريل 1952        | 25 أغسطس 1914         |

## وصلات خارجية
- موقع وزارة الخارجية الكمبودية
- موقع وزارة الخارجية الكولومبية